# 明知鉄道アケチ100形気動車
明知鉄道アケチ100形気動車 （あけちてつどうアケチ100がたきどうしゃ）は、2017年（平成29年）から2018年（平成30年）にかけて2両が製造された明知鉄道の気動車である。

## 概要
1989年（平成元年）に製造されたアケチ6形1両の代替用として2017年(平成29年)に1両、アケチ12の代替用として2018年(平成30年)に1両がそれぞれ製造された。 ロングシート、正面貫通式、両運転台、トイレなしである。明知鉄道の車両として初めて18 m級の車体が採用された。ブレーキが電気指令式となったため、従来車と併結して運転することができない。

## 車体
明知鉄道の気動車として初めて18 m級の車体を採用した。前面は貫通式、乗務員室は左側で、乗務員室側にのみ乗務員用扉が設けられた。幅1,000 mmの引戸の客用扉が両車端に設けられ、車椅子スペースが1箇所設けられた。扉間に窓6組があり、両端のものが上段固定、下段上昇、中央の4組が固定式である。戸袋部に窓はなく、トイレは設置されなかった。外部塗装はアケチ101がアケチ1形と同様、 クリーム色で、車体裾に下に行くほど細くなる朱色の帯が3本巻かれ、車体側面中央部と正面貫通扉部は明知鉄道の頭文字Aが意匠化されている。アケチ102については、クリーム色と朱色の塗装が反転したような塗装となっている。
車内はロングシートで、椅子表布はグリーン、壁は木目調とされた。

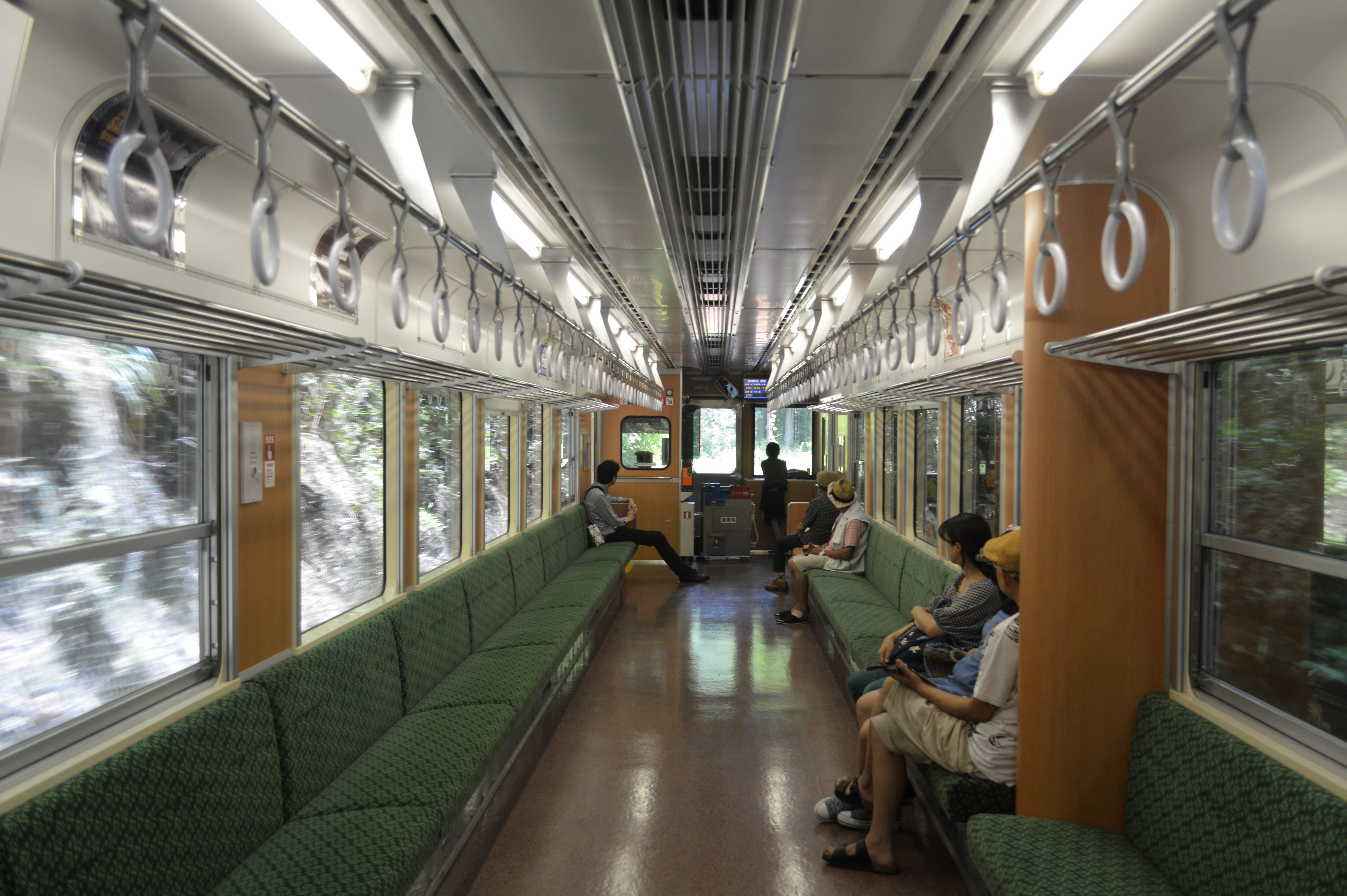
アケチ100形の車内

## 走行装置

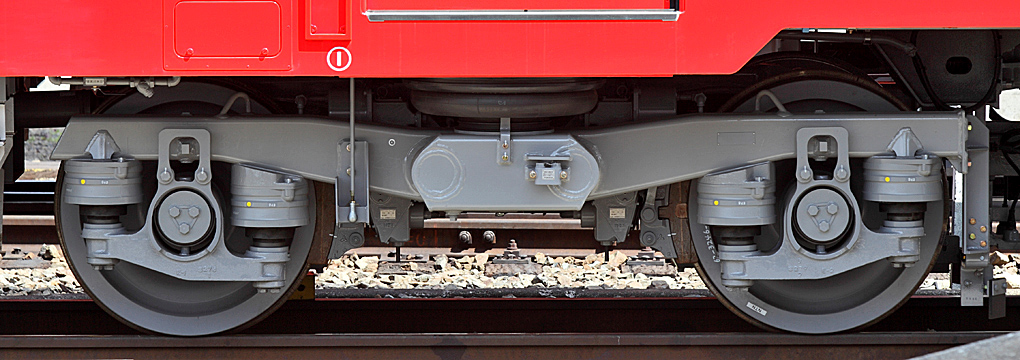
NF01系台車
写真は会津鉄道AT-700形のもの

エンジンは新潟原動機製横形直列6気筒DMF13HZディーゼルエンジン（243kW / 2,200 rpm）を採用、日立ニコトランスミッション製TACRN22-1601液体変速機を介して2軸駆動の台車に伝達される。台車はボルスタレス空気ばね、積層ゴム軸箱支持のNF01QD/Tが採用された。制動装置は電気指令式ブレーキが採用され、抑速用に液体式リターダが併用される。保安装置としてATS-STが装備された。

## 空調装置
暖房装置はエンジン排熱を利用した温風式である。冷房装置は機関直結式のものが2台が装備された。

## 車歴
| 形式      | 車両番号 | 製造      | 廃車 |
| --------- | -------- | --------- | ---- |
| アケチ100 | 101      | 2017年3月 | -    |
| アケチ100 | 102      | 2018年3月 | -    |

## 運用
1989年（平成元年）に製造されたアケチ6の代替用として岐阜県鉄道老朽化施設整備計画に基づいてアケチ101が新造され、2017年（平成29年）3月20日に搬入され、試運転を経て4月8日から営業運転を開始した。また、2018年(平成30年)にはアケチ12の代替用としてアケチ102が新造され、同年3月19日に搬入、3月27日より営業運転を開始した。なお、電気指令式ブレーキを採用したため従来のアケチ10形とは連結運転ができない。また明知鉄道の設立時に、旧日本国有鉄道時代に恵那駅構内に設けられていた東海旅客鉄道（JR東海）の中央本線と明知鉄道の明知線をつなぐ連絡線が撤去されていたため、この2車両はともに新潟県聖籠町にある新潟トランシスの工場からトレーラーで輸送され、明智駅でクレーンを利用した搬入作業が行われた。

### 雑誌記事
- 『鉄道ファン』通巻674号（2017年6月・交友社）
  - 「アケチ6形置換え用の新型車両 明知鉄道アケチ100形」 pp. 98
- 『レイルマガジン』通巻405号（2017年6月・ネコ・パブリッシング）
  - 「明知鉄道アケチ100形導入」 pp. 137
  - 「明知鉄道アケチ100形 主要寸法図」 pp. 153
- 『私鉄車両編成表 2017』（2017年7月・交通新聞社）
  - 「明知鉄道」 pp. 93

### Web資料
- “明知鉄道が新型車両導入、アケチ6形を置き換え…今春登場か”.  Response. (2017年2月14日). 2017年9月6日閲覧。
- “明知鉄道の新型車「アケチ101」は4月8日から運行開始”.   Response. (2017年3月26日). 2017年9月6日閲覧。
- “【明知鉄道】新製アケチ101 試運転はじまる”.   鉄道ホビダス (2017年3月29日). 2017年9月2日閲覧。
- “明知鉄道新車両が発車　安全祈願祭と出発式”.  中日新聞 (2017年4月9日). 2017年9月2日閲覧。